# Art Metrano
Arthur « Art » Metrano est un acteur américain né le 22 septembre 1936 dans le quartier de Bensonhurst à New York et mort le 8 septembre 2021.

## Biographie
Art Metrano fut l'officier Mauser dans les deuxième et troisième volets de la saga Police Academy. Il a également joué dans À bout de souffle, made in USA, adaptation américaine du film de Jean-Luc Godard.
À la suite d'une chute chez lui en faisant des travaux, il se fracture le cou en six endroits et après une très longue rééducation, il peut marcher un peu mais préfère se déplacer en fauteuil roulant.

## Filmographie

### Cinéma
- 1961 : Rocket Attack U.S.A. : le camionneur
- 1969 : On achève bien les chevaux : Max
- 1970 : Norma : l'homme délivré
- 1972 : Ils ne tuent que leurs maîtres (They Only Kill Their Masters) de James Goldstone : Malcolm
- 1972 : Le Brise-cœur : l'homme de spectacle sur la scène de l'hôtel
- 1973 : L'Exécuteur noir de Gordon Douglas : Mario Burtoli
- 1973 : The All-American Boy (en) : Jay David Swooze
- 1974 : Dirty O'Neil : Lassiter
- 1975 : L'Homme le plus fort du monde : l'homme à la TV couleur
- 1975 : Linda Lovelace for President : le Sheik
- 1975 : The Treasure of Jamaica Reef : le serveur
- 1977 : Warhead : Mario
- 1978 : C'est dans la poche (Matilda) : Gordon Baum
- 1979 : Seven : Kincella
- 1980 : Les nanas jouent et gagnent (How to Beat the High Co$t of Living) de Robert Scheerer : le pompiste
- 1981 : Cheaper to Keep Her : Tony Turino
- 1981 : La Folle Histoire du monde : Leonard de Vinci
- 1981 : Going Ape! de Jeremy Joe Kronsberg (en) : Joey
- 1983 : À bout de souffle, made in USA : Birnbaum
- 1984 : Ras les profs ! : Troy
- 1984 : Tiger - Frühling in wien : Tiger
- 1985 : Police Academy 2 : Au boulot ! : Lt. Mauser
- 1985 : Malibu Express (en) : Matthew
- 1986 : Police Academy 3 : Instructeurs de choc : Cmdt. Mauser
- 1992 : Toys : le gardien au bureau
- 1997 : Murder in mind (en) : le juge
- 1998 : Sans complexes : Dr Steinberg
- 2001 : Le Courtier du cœur : le SDF

### Télévision

#### Téléfilms
- 1963 : Swingin' together : Big D
- 1969 : In name only : Joe
- 1973 : Steambath : Longshoreman
- 1976 : Opération Brinks : Julius Mareno
- 1976 : Flo's place : Beito
- 1978 : Human feelings : le chauffeur de Taxi
- 1980 : Cri d'amour